# Elezioni comunali in Veneto del 1998
Il 24 maggio 1998 (con ballottaggio il 7 giugno) e il 29 novembre (con ballottaggio il 13 dicembre) in Veneto si tennero le elezioni per il rinnovo di numerosi consigli comunali.

## Elezioni del maggio 1998
Padova
Cittadella
| Candidati e Liste         | Voti   | %       | Seggi |
| ------------------------- | ------ | ------- | ----- |
| Lucio Facco               | 5.807  | 47,15   | -     |
| Lega Nord                 | 3.647  | 32,92   | 9     |
| Lista San Marco           | 1.268  | 11,45   | 3     |
| Luigino Antoniacomi       | 4.534  | 36,81   | 1     |
| Cittadella 2000           | 1.714  | 15,47   | 2     |
| Cittadella Nuova          | 1.051  | 9,49    | 1     |
| Viva Cittadella           | 977    | 8,82    | 1     |
| Partito Popolare Italiano | 729    | 6,58    | 1     |
| Claudio Bosco             | 1.239  | 10,06   | 1     |
| Cittadella Europea        | 1.035  | 9,34    | -     |
| Pierantonio Conz          | 737    | 5,98    | 1     |
| Cittadella Rinascita      | 657    | 5,93    | -     |
| Totale alle liste         | 11.078 | 100,00  | 17    |
| TOTALE                    | 12.317 | 100,00' | 20    |

Rovigo
Fratta Polesine
|                               | Tiziana Michela Virgili ✔️ Sindaco | Lista Civica            | 1 301 | 65,54 | 8  |  |  |  |  |
|                               | Cappello Maurizio                  | Lista Civica            | 262   | 13,20 | 2  |  |  |  |  |
|                               | Stevanin Alessandro                | Lista Civica            | 190   | 9,57  | 1  |  |  |  |  |
|                               | Furlani Daniele                    | Democratici di Sinistra | 118   | 5,94  | 1  |  |  |  |  |
|                               | Rossi Loris                        | Lega Nord               | 114   | 5,74  | 1  |  |  |  |  |
| Totale                        | Totale                             |                         | 1 985 | 100   | 12 |  |  |  |  |
|                               |                                    |                         |       |       |    |  |  |  |  |
| Fonte: Ministero dell'interno |                                    |                         |       |       |    |  |  |  |  |

 Rovigo 
| Candidati e Liste               | Voti   | %      | Seggi |
| ------------------------------- | ------ | ------ | ----- |
| Fabio Baratella                 | 16.999 | 52,91  | -     |
| Democratici di Sinistra         | 4.375  | 15,42  | 8     |
| Socialisti Democratici Italiani | 3.916  | 13,80  | 7     |
| Partito Popolare Italiano       | 2.513  | 8,86   | 4     |
| Rifondazione Comunista          | 1.419  | 5,00   | 2     |
| Veneto Nord Est                 | 1.143  | 4,03   | 2     |
| Federazione dei Verdi           | 947    | 3,34   | 1     |
| Rinnovamento Italiano           | 262    | 0,92   | -     |
| Annamaria Bernardi              | 7.603  | 23,66  | 1     |
| Forza Italia                    | 4.143  | 14,60  | 4     |
| Alleanza Nazionale              | 2.770  | 9,76   | 3     |
| Maurizio Ruggero                | 3.852  | 11,99  | 1     |
| Lega Nord                       | 3.660  | 12,90  | 3     |
| Paolo Avezzù                    | 3.675  | 11,44  | 1     |
| Centro Cristiano Democratico    | 3.224  | 11,36  | 3     |
| Totale alle liste               | 28.372 | 100,00 | 37    |
| TOTALE                          | 32.129 | 100,00 | 40    |

Treviso
Conegliano
| Candidati e Liste               | Voti   | %      | Seggi |
| ------------------------------- | ------ | ------ | ----- |
| Floriano Zambon                 | 6.906  | 33,21  | -     |
| Forza Italia                    | 2.210  | 12,75  | 7     |
| Alleanza Nazionale              | 1.817  | 10,49  | 6     |
| Centro per Conegliano           | 1.012  | 5,84   | 3     |
| Uniti per Conegliano            | 578    | 3,34   | 2     |
| Lorenzo Vigna                   | 5.817  | 27,97  | 1     |
| L'Ulivo                         | 2.800  | 16,16  | 2     |
| Laboratorio                     | 1.367  | 7,89   | 1     |
| Rifondazione Comunista          | 717    | 4,14   | -     |
| Renzo Boscheratto               | 4.292  | 20,64  | 1     |
| Lega Nord                       | 3.992  | 23,04  | 3     |
| Achille Ghizzo                  | 3.517  | 16,91  | 1     |
| Conegliano Viva                 | 1.985  | 11,46  | 2     |
| Movimento Federalista           | 631    | 3,64   | -     |
| Massimo Bolgan                  | 262    | 1,26   | -     |
| Socialisti Democratici Italiani | 218    | 1,26   | -     |
| Totale alle liste               | 17.327 | 100,00 | 27    |
| TOTALE                          | 20.794 | 100,00 | 30    |

Verona
Verona
| Candidati e Liste                       | Voti    | %      | Seggi |
| --------------------------------------- | ------- | ------ | ----- |
| Michela Sironi                          | 60.772  | 40,28  | -     |
| Forza Italia                            | 27.774  | 21,60  | 16    |
| Alleanza Nazionale                      | 10.899  | 8,48   | 6     |
| Centro Cristiano Democratico            | 6.741   | 5,24   | 4     |
| Cristiani Democratici Uniti             | 3.762   | 2,93   | 2     |
| Giuseppe Brugnoli                       | 46.100  | 30,56  | 1     |
| Democratici di Sinistra                 | 15.618  | 12,15  | 4     |
| Partito Popolare Italiano               | 10.183  | 7,92   | 3     |
| Rifondazione Comunista                  | 5.223   | 4,06   | 1     |
| Socialisti Democratici Italiani         | 3.983   | 3,10   | 1     |
| Federazione dei Verdi                   | 3.368   | 2,62   | 1     |
| Città che Vogliamo                      | 1.547   | 1,20   | -     |
| Francesco Girondini                     | 24.053  | 15,94  | 1     |
| Lega Nord                               | 21.948  | 17,07  | 4     |
| Tito Brunelli                           | 5.544   | 3,67   | 1     |
| Progetto Verona                         | 4.838   | 3,76   | -     |
| Massimo Pier Giuseppe Guerra            | 4.558   | 3,02   | 1     |
| Rinnovamento Italiano                   | 2.159   | 1,68   | -     |
| Lega Autonomia Veneta                   | 2.084   | 1,62   | -     |
| Achille Ottaviani                       | 3.508   | 2,33   | -     |
| Unione Nord Est                         | 3.209   | 2,50   | -     |
| Sergio Mantovani                        | 2.859   | 1,89   | -     |
| Comitati di Quartiere                   | 2.181   | 1,70   | -     |
| Luigi Bellazzi                          | 2.120   | 1,41   | -     |
| Movimento Sociale Fiamma Tricolore      | 1.843   | 1,43   | -     |
| Giuliano Bettini                        | 764     | 0,51   | -     |
| Forza Verona                            | 733     | 0,57   | -     |
| Giovanni Bevilacqua                     | 593     | 0,39   | -     |
| Cristiani Democratici per la Repubblica | 500     | 0,39   | -     |
| Totale alle liste                       | 128.593 | 100,00 | 41    |
| TOTALE                                  | 150.871 | 100,00 | 46    |

San Giovanni Lupatoto
| Candidati e Liste                                     | Voti   | %      | Seggi |
| ----------------------------------------------------- | ------ | ------ | ----- |
| Severino Betti                                        | 4.662  | 33,86  | -     |
| Lega Nord                                             | 2.758  | 24,20  | 9     |
| Lista Lupetto                                         | 872    | 7,65   | 3     |
| Lorenzo Adami                                         | 4.698  | 34,12  | 1     |
| Forza Italia                                          | 1.700  | 14,91  | 2     |
| Liste Civiche Unite                                   | 1.296  | 11,37  | 1     |
| Alleanza Nazionale                                    | 708    | 6,21   | -     |
| Lista Civica Raldon                                   | 495    | 4,34   | -     |
| Remo Taioli                                           | 4.410  | 32,03  | 1     |
| Democratici di Sinistra                               | 1.020  | 8,95   | 1     |
| Comune Accordo                                        | 823    | 7,22   | 1     |
| Partito Popolare Italiano-Unione Nord Est             | 552    | 4,84   | 1     |
| Federazione dei Verdi-Socialisti Democratici Italiani | 435    | 3,82   | -     |
| Rifondazione Comunista                                | 409    | 3,59   | -     |
| Rinnovamento Italiano-Lega Autonomia Veneta           | 330    | 2,90   | -     |
| Totale alle liste                                     | 11.398 | 100,00 | 18    |
| TOTALE                                                | 13.770 | 100,00 | 20    |

## Elezioni del novembre 1998
Venezia
Martellago
| Candidati e Liste                    | Voti   | %      | Seggi |
| ------------------------------------ | ------ | ------ | ----- |
| Marco Stradiotto                     | 8.430  | 71,81  | -     |
| Impegno Comune                       | 2.433  | 24,22  | 5     |
| Partito Popolare Italiano            | 2.233  | 22,23  | 5     |
| Democratici di Sinistra              | 1.901  | 18,92  | 4     |
| Unione Democratica per la Repubblica | 480    | 4,78   | 1     |
| Livio Rigo                           | 1.409  | 12,00  | 1     |
| Forza Italia                         | 757    | 7,54   | 1     |
| Alleanza Nazionale                   | 514    | 5,12   | -     |
| Sergio Machnig                       | 982    | 8,37   | 1     |
| Lega Nord                            | 922    | 9,18   | 1     |
| Rosanna Zanon                        | 501    | 4,27   | 1     |
| Uniti a Sinistra-La Settima Onda     | 459    | 4,57   | -     |
| Brigida Scanferla                    | 501    | 4,27   | -     |
| Centro Cristiano Democratico         | 347    | 3,45   | -     |
| Totale alle liste                    | 10.046 | 100,00 | 17    |
| TOTALE                               | 11.739 | 100,00 | 20    |

Mirano
| Candidati e Liste                    | Voti   | %      | Seggi |
| ------------------------------------ | ------ | ------ | ----- |
| Gianni Fardin                        | 7.055  | 42,74  | -     |
| Democratici di Sinistra              | 1.928  | 14,53  | 5     |
| Partito Popolare Italiano            | 1.379  | 10,39  | 3     |
| Progetto per Mirano                  | 1.312  | 9,89   | 3     |
| Socialisti Democratici Italiani      | 711    | 5,36   | 1     |
| Federazione dei Verdi                | 323    | 2,43   | -     |
| Florindo Ceccato                     | 4.380  | 26,54  | 1     |
| Forza Italia-Unione Nord Est         | 2.186  | 16,48  | 2     |
| Alleanza Nazionale                   | 835    | 6,29   | 1     |
| Centro Cristiano Democratico         | 530    | 3,99   | -     |
| Renzo Milan                          | 2.077  | 12,58  | 1     |
| Unione Democratica per la Repubblica | 1.063  | 8,01   | 1     |
| Mirano Viva                          | 544    | 4,10   | -     |
| Filiberto Niero                      | 1.429  | 8,66   | 1     |
| Lega Nord                            | 1.208  | 9,11   | -     |
| Liliano Boldrini                     | 1.182  | 7,16   | 1     |
| Rifondazione Comunista               | 935    | 7,05   | -     |
| Giancarlo Furlan                     | 383    | 2,32   | -     |
| Città Alternativa                    | 313    | 2,36   | -     |
| Totale alle liste                    | 13.267 | 100,00 | 16    |
| TOTALE                               | 16.506 | 100,00 | 20    |

San Donà di Piave
| Candidati e Liste               | Voti   | %      | Seggi |
| ------------------------------- | ------ | ------ | ----- |
| Vasco Magnolato                 | 6.621  | 30,58  | -     |
| L'Ulivo                         | 4.419  | 23,41  | 14    |
| Rinnovamento Italiano-Altri     | 608    | 3,22   | 2     |
| Socialisti Democratici Italiani | 455    | 2,41   | 1     |
| Rifondazione Comunista-Altri    | 395    | 2,09   | 1     |
| Gianfranco Dianese              | 6.188  | 28,58  | 1     |
| Forza Italia                    | 2.787  | 14,76  | 3     |
| Alleanza Nazionale              | 1.531  | 8,11   | 1     |
| Grande Centro Socialdemocratico | 1.426  | 7,55   | 1     |
| Francesca Zaccariotto           | 4.184  | 19,33  | 1     |
| Lega Nord                       | 3.616  | 19,15  | 2     |
| Giansilvio Contarin             | 2.554  | 11,80  | 1     |
| Centro Cristiano Democratico    | 1.193  | 6,32   | 1     |
| Città del Piave                 | 503    | 2,66   | -     |
| Liga Triveneta                  | 419    | 2,22   | -     |
| Ennio Mazzon                    | 2.102  | 9,71   | 1     |
| Destra Tricolore                | 1.526  | 8,08   | -     |
| Totale alle liste               | 18.878 | 100,00 | 26    |
| TOTALE                          | 21.649 | 100,00 | 30    |

Padova
Albignasego
| Candidati e Liste               | Voti   | %      | Seggi |
| ------------------------------- | ------ | ------ | ----- |
| Lanfranco Casale                | 4.973  | 41,22  | -     |
| Forza Italia                    | 1.433  | 14,50  | 4     |
| Alleanza Nazionale              | 1.082  | 10,95  | 3     |
| Albignasego Indipendente        | 874    | 8,84   | 3     |
| Insieme per Albignasego         | 746    | 7,55   | 2     |
| Vittorio De Filippi             | 3.968  | 32,89  | 1     |
| Democratici di Sinistra         | 1.339  | 13,55  | 2     |
| Veneto Nord Est                 | 1.039  | 10,51  | 2     |
| Federazione dei Verdi           | 375    | 3,79   | -     |
| Socialisti Democratici Italiani | 318    | 3,22   | -     |
| Nella Moroni Signorelli         | 1.892  | 15,68  | 1     |
| Partito Popolare Italiano       | 810    | 8,20   | 1     |
| Centro Democratico Albignasego  | 474    | 4,80   | -     |
| Centro Cristiano Democratico    | 393    | 3,98   | -     |
| Ulderico Cinetto                | 1.231  | 10,20  | 1     |
| Lega Nord                       | 879    | 8,89   | -     |
| Blocco Padano                   | 122    | 1,23   | -     |
| Totale alle liste               | 9.884  | 100,00 | 17    |
| TOTALE                          | 12.064 | 100,00 | 20    |

Treviso
 Treviso 
| Candidati e Liste                                 | Voti   | %      | Seggi |
| ------------------------------------------------- | ------ | ------ | ----- |
| Giancarlo Gentilini                               | 22.129 | 42,69  | -     |
| Lega Nord                                         | 17.558 | 41,61  | 24    |
| Domenico Luciani                                  | 16.298 | 31,44  | 1     |
| Democratici di Sinistra - Verdi                   | 4.224  | 10,01  | 3     |
| Luisa Campagner per Treviso                       | 3.163  | 7,50   | 2     |
| Italia dei Valori                                 | 2.881  | 6,83   | 2     |
| Partito Popolare Italiano - Rinnovamento Italiano | 1.762  | 4,18   | 1     |
| Sinistra Trevigiana                               | 1.201  | 2,85   | -     |
| Ferruccio Bresolin                                | 13.405 | 25,86  | 1     |
| Forza Italia                                      | 3.705  | 8,78   | 3     |
| Alleanza Nazionale                                | 2.454  | 5,82   | 1     |
| Veneto Nord Est                                   | 2.361  | 5,59   | 1     |
| Centro Unito                                      | 2.361  | 5,59   | 1     |
| Ritrovare Treviso                                 | 529    | 1,25   | -     |
| Totale alle liste                                 | 42.199 | 100,00 | 38    |
| TOTALE                                            | 51.832 | 100,00 | 40    |

Verona
San Bonifacio
| Candidati e Liste                                     | Voti   | %      | Seggi |
| ----------------------------------------------------- | ------ | ------ | ----- |
| Guglielmo Rinaldi                                     | 3.145  | 29,72  | -     |
| Unione di Centro                                      | 1.364  | 13,82  | 3     |
| Insieme per San Bonifacio-Progresso nella Solidarietà | 960    | 9,73   | 2     |
| L'Ulivo                                               | 630    | 6,38   | 1     |
| Antonio Casu                                          | 3.119  | 29,48  | 1     |
| Polo per le Libertà                                   | 2.936  | 29,75  | 5     |
| Emanuele Ferrarese                                    | 2.160  | 20,41  | 1     |
| Liga Veneta Repubblica                                | 2.062  | 20,89  | 4     |
| Marcello Gottin                                       | 900    | 8,51   | 1     |
| Rinnovamento per San Bonifacio                        | 793    | 8,04   | 1     |
| Sonia Simoncelli                                      | 786    | 7,43   | 1     |
| Lega Nord                                             | 693    | 7,02   | -     |
| Piergiorgio Maffezzoli                                | 471    | 4,45   | -     |
| Forza Sambo                                           | 230    | 2,33   | -     |
| Veneto Libero                                         | 201    | 2,04   | -     |
| Totale alle liste                                     | 9.869  | 100,00 | 16    |
| TOTALE                                                | 10.581 | 100,00 | 20    |

Vicenza
 Vicenza 
| Candidati e Liste                    | Voti   | %      | Seggi |
| ------------------------------------ | ------ | ------ | ----- |
| Enrico Hüllweck                      | 22.624 | 35,73  | -     |
| Alleanza Nazionale                   | 8.281  | 15,63  | 11    |
| Forza Italia                         | 7.458  | 14,08  | 9     |
| Centro Cristiano Democratico         | 1.084  | 2,05   | 1     |
| Nuovo Progetto                       | 857    | 1,62   | 1     |
| Unione Democratica per la Repubblica | 645    | 1,22   | -     |
| Giorgio Sala                         | 20.945 | 33,08  | 1     |
| Democratici di Sinistra              | 8.065  | 15,22  | 5     |
| Partito Popolare Italiano            | 4.394  | 8,29   | 2     |
| Federazione dei Verdi                | 2.218  | 4,19   | 1     |
| Movimento Nord Est                   | 1.544  | 2,91   | 1     |
| Socialisti Democratici Italiani      | 1.260  | 2,38   | -     |
| Margherita Carta Veller              | 8.841  | 13,96  | 1     |
| Lega Nord                            | 5.758  | 10,87  | 3     |
| Cattolici Padani-Lavoratori Padani   | 1.208  | 2,28   | -     |
| Lista Civica per Vicenza             | 250    | 0,47   | -     |
| Ettore Beggiato                      | 4.340  | 6,85   | 1     |
| Liga Veneta Repubblica               | 4.023  | 7,59   | 1     |
| Giorgio Beggiato                     | 2.037  | 3,22   | 1     |
| Buongoverno Vicenza                  | 1.784  | 3,37   | 1     |
| Claudino Raniero Germano             | 1.457  | 2,30   | -     |
| Rifondazione Comunista               | 1.356  | 2,56   | -     |
| Silvano Giometto                     | 1.329  | 2,10   | -     |
| Unione Nord Est                      | 1.174  | 2,22   | -     |
| Fulvio Rebesani                      | 1.281  | 2,02   | -     |
| Sinistra Democratica                 | 1.202  | 2,27   | -     |
| Renzo Piccolo                        | 470    | 0,74   | -     |
| Unione                               | 416    | 0,79   | -     |
| Totale alle liste                    | 52.977 | 100,00 | 36    |
| TOTALE                               | 63.324 | 100,00 | 40    |